# Drei Fremdenlegionäre (1939)
Drei Fremdenlegionäre (Originaltitel: Beau Geste) ist ein US-amerikanischer Abenteuerfilm von William A. Wellman aus dem Jahr 1939. Das Drehbuch basiert auf dem Roman Drei Brüder (Beau Geste) von Percival Christopher Wren. Der Film ist eine Neuverfilmung der Stummfilmversion von 1926 und zog zwei weitere Verfilmungen (1966 und 1977) nach sich. Die Erstaufführung in Deutschland fand im Oktober 1952 statt.

## Handlung
Seit ihrer Kindheit leben die Geste-Brüder Beau, John und Digby im Hause von Lord Brandon. Zum Haus gehört ebenfalls die Adoptivtochter Isobel Rivers. An einem Abend wird der Familienedelstein, ein Saphir mit dem Namen „Blue Water“, gestohlen. Alle Anwesenden beteuern ihre Unschuld, wobei insgeheim jeder der Brüder den anderen die Schuld gibt. Da der Verdacht schließlich auf die Geste-Brüder fällt, verlassen diese England und treten der französischen Fremdenlegion bei. Sie werden vom sadistischen Sergeant Markoff gedrillt. Markoff erfährt von dem Raub des Edelsteins und glaubt, Beau sei derjenige, der den Stein versteckt habe.
Eine Einheit, der auch Beau und John angehören, wird nach Fort Zinderneuf in einem abgelegenen Winkel der Sahara beordert. Als der kommandierende Offizier stirbt, übernimmt Markoff das Kommando. Seine Brutalität führt zu Unzufriedenheit, eine Meuterei wird geplant. Doch bevor die Meuterer Markoff das Kommando entziehen können, wird das Fort von Arabern angegriffen. Der eigentliche Angriff kann abgewehrt werden, doch das Fort wird von den feindlichen Arabern belagert und die Besatzung Mann für Mann dezimiert. Markoff befiehlt, die toten Kameraden am oberen Rand der Palisade abzustützen, so dass der Eindruck entsteht, das Fort sei noch voll bemannt. Der letzte Angriff kann ebenfalls abgewehrt werden, doch Beau wird dabei niedergeschossen. Markoff und John sind die einzigen Überlebenden.
Als John befehlsgemäß für den Offizier Wein und Brot holt, sucht Markoff Beaus Leiche, wobei er den Saphir entdeckt. Als John zurückkehrt und Markoff zur Rede stellt, will dieser den einzigen noch lebenden Zeugen seines eigenen Diebstahls umbringen. Doch Beau, der noch nicht tot ist, kann Markoff ablenken, so dass John diesen mit dem Bajonett töten kann. Beau stirbt in den Armen seines Bruders, gibt ihm jedoch den Saphir und einen Brief für zuhause mit. John hört das Signalhorn, das die Ankunft einer Entsatzmannschaft, zu der Digby gehört, ankündigt. Er schleicht sich davon, um seinen Bruder Digby in Ägypten zu suchen.
Weil Nachrichten aus dem Fort ausblieben, wurde Digby jedoch mit seiner Einheit dorthin befohlen, um die Lage zu sondieren. Digby findet Beaus Leiche und, in Erinnerung an den Wunsch seines Bruders, bereitet ihm ein Begräbnis nach Wikingerart. Er legt Beau in einer Baracke auf ein Bett, bedeckt ihn mit der Trikolore, zu seinen Füßen Markoff als Sinnbild eines Hundes. Dann setzt er die Baracke in Brand und flieht in die Wüste. Dort findet er John und macht sich mit ihm auf den Weg zurück nach England. Auf dem Weg stoßen sie zunächst auf zwei befreundete Fremdenlegionäre, dann auf eine Gruppe Araber in einer Oase. Digby stößt ins Signalhorn, die Araber glauben, sie werden von einer Einheit der Legion angegriffen, schießen wild um sich und fliehen. Digby wird getroffen und stirbt.
John kehrt nach England zurück und übergibt Beaus Brief an Lady Brandon. Darin gesteht Beau zwar den Diebstahl des Saphirs. Allerdings ist der Saphir eine wertlose Kopie. Lady Brandon hatte den echten Stein vor Jahren verkauft, um weiter für die Kinder sorgen zu können. Diese Tatsache, von der Beau als Kind zufällig erfuhr, sollte vor dem spielsüchtigen Lord Brandon verborgen werden. Beaus Tat war somit eine edle Geste, gleich seinem Namen „beau geste “.

## Hintergrund des Filmes
Die Wüstenszenen dieser Produktion der Paramount Pictures wurden an gleicher Stelle, in der Wüste von Arizona, gedreht wie die Stummfilmversion von 1926. 1958 verkaufte Paramount die Fernsehrechte des Filmes an Universal Pictures.
Am 23. März 1990 erschien in den USA eine Briefmarken-Reihe, die Filmklassiker von 1939 ehrte. Auf einer 25-Cent-Marke war Gary Cooper in seiner Rolle als Beau Geste abgebildet. Die anderen geehrten Filme waren Vom Winde verweht, Ringo und Der Zauberer von Oz.

## Besetzung
Gary Cooper, Darsteller der Titelfigur, spielte schon 1928 in der Fortsetzung der Stummfilmversion von 1926, Beau Sabreur (dt.: Der weiße Harem) mit.
Robert Preston spielte zum fünften Mal in einem Kinofilm mit, Susan Hayward zum sechsten Mal, wobei sie vorher zweimal nicht in den Credits erschien und einmal ihre Szenen herausgeschnitten wurden. Auch Broderick Crawford spielt hier seine sechste Kinorolle.
Charles Barton war nur kurz Schauspieler, er war bekannter als Regisseur. 1934 gewann er den Oscar in der nicht mehr existierenden Kategorie Beste Regieassistenz. Nach schlechten Erfahrungen als Assistent von Cecil B. DeMille wechselte er zu Columbia Pictures und nahm dort selbst auf dem Regiestuhl Platz. Bekannt wurde er dann als Regisseur verschiedener Filme des Komiker-Duos Abbott und Costello.
In einer Kleinrolle als Corporal Golas ist Nestor Paiva zu sehen, bekannt als Kapitän im Horror-Klassiker von Jack Arnold, Der Schrecken vom Amazonas.

## Filmcrew
William A. Wellman war der Regisseur des ersten oscarprämierten Films Wings (in dem übrigens auch Gary Cooper eine Nebenrolle spielte). Außerdem gewann er den Regie-Oscar selber 1938 für Ein Stern geht auf (A Star is Born). Für das Drehbuch dieses Filmes wurde auch Robert Carson mit dem Oscar geehrt.
Komponist Alfred Newman gewann zwischen 1939 und 1968 neun Oscars. Die Kostüme stammten von Edith Head, die zwischen 1950 und 1974 acht Oscars gewann.
Kameramann Theodor Sparkuhl wurde 1894 in Deutschland (Hannover) geboren. Nach Arbeiten für Ernst Lubitsch ging er nach Großbritannien und Frankreich und arbeitete ab 1933 in Hollywood.

## Kritiken
„Romantischer Abenteuerfilm.“

„Neben der Gunst des Publikums gewann Drei Fremdenlegionäre auch das Wohlwollen der Kritik, die besonders Brian Donlevy für seine herausragende Darstellung des schurkischen Markoff lobte.“

## Auszeichnungen
Oscarverleihung 1940
- Nominierung in der Kategorie Bester Nebendarsteller für Brian Donlevy
- Nominierung in der Kategorie Beste Ausstattung für Hans Dreier und Robert Odell

## Weitere Verfilmungen des Romans
1926 entstand die erste Verfilmung des Romans von Percival Christopher Wren. Regisseur war Herbert Brenon, die Titelrolle in dieser Stummfilmversion spielte Ronald Colman.
1966 inszenierte Douglas Heyes eine weitere Verfilmung. In der Titelrolle war diesmal Guy Stockwell zu sehen. In weiteren Rollen spielten u. a. Leslie Nielsen, Doug McClure und Telly Savalas mit.
Unter dem Originaltitel The Last Remake of Beau Geste drehte Marty Feldman 1977 eine Abenteuerkomödie mit Michael York in der Titelrolle. Feldman selber übernahm die Rolle des Digby Geste. Weitere Darsteller waren Peter Ustinov, Ann-Margret, Trevor Howard und James Earl Jones.
Alle drei Neuverfilmungen (1939, 1966 und 1977) wurden in Deutschland unter dem Titel Drei Fremdenlegionäre herausgebracht. Der Film von 1926 erschien in Österreich unter dem Titel Blutsbrüderschaft.